# 英安岩
英安岩是一种化学成分和闪长岩相当的火山喷出岩石，颜色为灰色、灰白或灰红等浅色，斑状或块状结构，基质为隐晶质和玻璃质，以石英和长石为主，有时具有流纹构造。斑晶以斜长石为主，也有石英、正长石、透长石的斑晶存在。
英安岩常与粗面岩、安山岩和流纹岩等共生，在中国，主要产于东南沿海各地。
英安岩的中文名称来源于含更多石英的安山岩之意。其英文名称dacite源于在达契亚（Dacia）的喀尔巴阡山脉发现并命名这种岩石；-ite后缀是希腊文岩石之意。